# Episodi di Squadra Speciale Colonia (seconda stagione)
La seconda stagione della serie televisiva Squadra speciale Colonia è stata trasmessa tra il 14 gennaio e il 17 marzo 2004 sul canale tedesco ZDF.
| N° | Titolo originale               | Titolo in italiano | Prima TV Germania | Prima TV Italia |
| -- | ------------------------------ | ------------------ | ----------------- | --------------- |
| 1  | Familienbande                  |                    | 14 gennaio 2004   |                 |
| 2  | Oliver W. – Tod eines Schülers |                    | 21 gennaio 2004   |                 |
| 3  | Mietsache Mord                 |                    | 28 gennaio 2004   |                 |
| 4  | Zwischen den Fronten           |                    | 4 febbraio 2004   |                 |
| 5  | Krieg der Sterne               |                    | 11 febbraio 2004  |                 |
| 6  | Tod am Bau                     |                    | 18 febbraio 2004  |                 |
| 7  | Flinke Finger                  |                    | 25 febbraio 2004  |                 |
| 8  | Frau im Fadenkreuz             |                    | 3 marzo 2004      |                 |
| 9  | Blau Rot Tot                   |                    | 10 marzo 2004     |                 |
| 10 | Das Verhör                     |                    | 17 marzo 2004     |                 |